# Maurice Bouguereau
Maurice Bouguereau (flämisch Mauricij Bogueraldj), auch Bougereau, (* im 16. Jahrhundert irgendwo in Flandern; † 1596 in Frankreich) war ein französischer Drucker, Buchhändler, Kartograf und Verleger, der in Tours gewirkt hat. Von 1588 bis 1596 war seine Adresse dort in der Rue de la Scellerie.

Karte der Landschaft Blaisois von Jean Temporal in dem Atlas Le Theatre Francoys

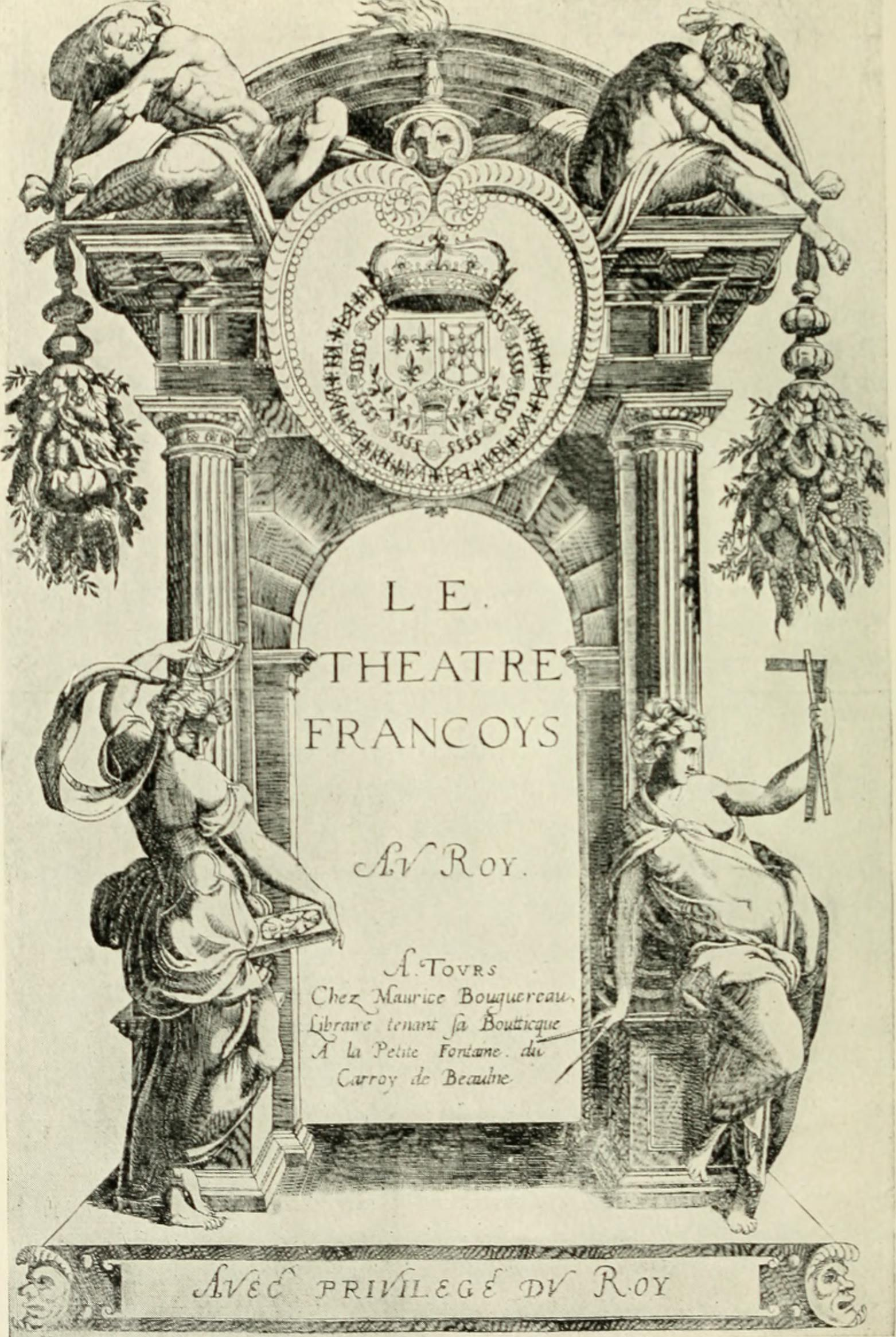
Titelblatt von Le Theatre Francoys

Das wesentlichste Werk von Maurice Bouguereau war der 1594 von ihm in Tours veröffentlichte Atlas Le Theatre Francoys, der erste Atlas von Frankreich überhaupt und somit ein Meilenstein in der Geschichte der französischen Kartografie. Den Auftrag zu diesem Werk hatte ihm Heinrich IV. (1553–1610) gegeben, der in jener Zeit um die Vereinigung seines Königreiches kämpfte und mit dieser Veröffentlichung seine Macht und Größe demonstrieren wollte. Das wurde besonders betont mit einem Porträt des Königs im Atlas, das zusammen mit einer Generalkarte von Frankreich abgebildet war; manchmal war anstelle der Karte unter dem Porträt ein Sonett abgedruckt.
Le Theatre Francoys enthielt 14 Regionalkarten und drei Generalkarten von Frankreich, ältere und jüngere Arbeiten verschiedener Kartografen, die Maurice Bouguereau zusammengestellt und bearbeitet hatte. Die älteren Regionalkarten waren unter anderem von Gerhard Mercator (1512–1594) und Gérard de Jode (1509–1591), die jüngeren unter anderem von Jean Temporal († nach 1570), Jean Surhon (↑ nach 1594) und von Jean Fayen (1530–1616). Die Generalkarten stammten von Guillaume Postel (1510–1581), Jean Jolivet (15..–1569) und Petrus Plancius (1552–1622).
Zudem druckte und veröffentlichte Maurice Bouguereau das Werk Les Belles figures et drôleries de la Ligue des Schriftstellers Pierre de L’Estoile (1546–1611), eine Sammlung von Vierzeilern wohl.